# Specie (logica)
Nella logica tradizionale, la specie è un concetto considerato come elemento di un altro concetto, sovraordinato al primo. Con questo significato, la parola εἶδος (eidos) è usata da Platone (Sofista, 235d; Teeteto, 178a ecc.) e da Aristotele (Metafisica, X, 7, 1057b 7; Categorie, 2 b 7 ecc.).
La nozione di specie fu poi ripresa da Porfirio (Isagoge, 4, 10 sgg.):
Porfirio elabora anche la nozione di "specie specialissima", cioè "l'attributo che si applica essenzialmente a una pluralità di termini che differiscono specificamente tra loro". Con l'affermarsi della logica matematica, si è affermata la nozione di classe.
In biologia, la nozione di specie si è via via staccato da questo significato tradizionale: mentre in passato la specie biologica era definita come tipo biologico identificabile per via di caratteristiche ereditarie, nella biologia contemporanea la specie indica una classe di individui i cui membri possono accoppiarsi e dare vita ad altri individui fertili.